# Pascal Dusapin

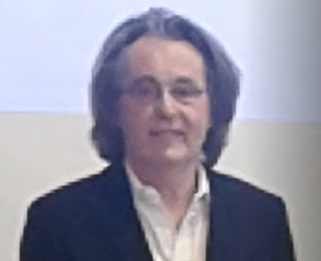
Pascal Dusapin

Pascal Dusapin (* 29. Mai 1955 in Nancy) ist französischer Komponist und Fotograf.

## Werdegang
Pascal Dusapin studierte Kunst und Ästhetik an der Université de Paris IV-Sorbonne, gleichzeitig war er freier Student bei Olivier Messiaen am Pariser Konservatorium. Er besuchte von 1974 bis 1978 die Seminare von Iannis Xenakis, den er als seinen „musikalischen Vater“ bezeichnet, Edgar Varèse nennt er seinen „musikalischen Großvater“. Später besuchte Dusapin die Kurse von Franco Donatoni. Dusapin war 1981–83 Stipendiat der Académie de France à Rome. Im Jahr 2000 war er  „compositeur en résidence“ in Strasbourg, 2006/07 Professor am Collège de France. Von solchen befristeten Positionen abgesehen gehört er jedoch zu den wenigen zeitgenössischen Komponisten, die ihre materielle Existenz ohne amtliche Bestallung nur der eigenen Produktivität verdanken.
2011 wurde er zum assoziierten Mitglied der Académie royale des Sciences, des Lettres et des Beaux-Arts de Belgique gewählt.

## Stil
Zeuge vom Ablauf der Dinge zu sein, heißt zunächst, sie wahrzunehmen. (Dusapin)
Pascal Dusapins Schaffen ist in besonderem Maße angeregt durch außermusikalische Inspirationen aus den Bereichen der Literatur, des Theaters sowie der bildenden Künste. Bedeutsam ist in diesem Zusammenhang seine Zusammenarbeit mit Dominique Bagouet, Olivier Cadiot sowie James Turrell. Die starke Betonung des kompositorischen Handwerks schlägt sich nieder in Partituren, in denen sich Polyphonie als Resultat sorgsam gezeichneter Stimmverläufe und ins Einzelne verästelter Kontrapunktik ergibt.
Er schafft rhythmisch hochkomplexe, für die Musiker aufwendig zu erlernende Partituren. Seine Musik lässt sich der mathematisch-intellektuellen Strömung zuordnen.

## Werke (Auswahl)

### Oper und Oratorium
- Roméo et Juliette (1985–1988). Oper (in 9 Nummern). Libretto: Olivier Cadiot. UA 10. Juni 1989 Montpellier
- Medeamaterial (1990/91). Oper (für Sopran, Soli, Barockensemble und Tonband). Libretto: nach Heiner Müller. UA 13. März 1992 Brüssel
- La Melancholia (1991). Opératorio
- To Be Sung (1993). Kammeroper (für 3 Soprane, Sprecher, Ensemble und Tonband). Libretto: Pascal Dusapin (nach Gertrude Stein). UA 1994 Nanterre
- Perelà, uomo di fumo (2001). Oper. Libretto: Pascal Dusapin (nach Aldo Palazzeschi). UA 24. Februar 2003 Montpellier, DEA am 16. Januar 2015 am Staatstheater Mainz[3]
- Faustus. The Last Night (2006). Oper. Libretto: Pascal Dusapin (nach Christopher Marlowe). UA 21. Januar 2006 Berlin (Staatsoper Unter den Linden)
- Passion (2008). Oper/Ballett. Libretto: Pascal Dusapin und Rita de Letteriis. UA 2. Juli 2008 Aix-en-Provence (Théâtre du Jeu de Paume)[4]
- Penthesilea (2015).[5] UA 31. März 2015 La Monnaie, Brüssel
- Macbeth Underworld (2019). UA 20. September 2019 La Monnaie, Brüssel

### Kammermusik
- 5 Streichquartette
- 1982 Fist für 8 Instrumente
- 1983/84 Hop’ für 4 × 3 Instrumente
- 1987 Aks für Mezzosopran und 7 Instrumente
- 1991 Aria für Klarinette und 13 Instrumente (Klarinettenkonzert)
- 1991 Attacca für 2 Trompeten
- 1992 Coda für 13 Instrumente
- 1993 comoedia für Sopran und 6 Instrumente

### Klavierwerke
- 1998 Origami Etude pour piano No. 1
- 1998 Igra Etude pur piano No. 2
- 1999 Tangram Etude pour piano No. 3
- 1999  Mikado Etude pour piano No. 4

### Soloinstrument und Orchester
- 2002  A Quia pour piano et orchestre
- 2008/2009: Uncut für Solo und Orchester, Deutsche EA: 21. Januar 2011 im Sendesaal des HR in Frankfurt am Main

## Diskografie
- Kammermusik mit dem Ensemble Ars nova beim Label Montaigne
- 7 Solos für Orchester, Orchestre Philharmonique de Liège, Dirigent: Pascal Rophé beim Label naive

## Ehrungen
Dusapin gewann mehrere Preise, unter anderem den Prix Hervé Dujardin von SACEM (1979), und 1981 ein Stipendium der Villa Medici.
1993/94 war er Composer in Residence beim Orchestre National de Lyon.
2020 wurde er von der Fachzeitschrift Oper! für Macbeth Underworld mit dem Oper! Award in der Kategorie  Uraufführung des Jahres ausgezeichnet.